# Beáta Hoffmann
Pour les articles homonymes, voir Hoffmann.
Beáta Hoffmann, née le 22 juin 1967 à Győr, est une handballeuse internationale hongroise. 
Avec l'équipe de Hongrie, elle est finaliste du Championnat du monde 1995 et participe aux Jeux olympiques de 1996 où elle remporte une médaille de bronze. Avec le Győri Graboplast ETO, elle est finaliste de la Coupe EHF 1998-1999

## Palmarès en équipe nationale
- Jeux olympiques d'été
  -  médaille de bronze aux Jeux olympiques de 1996

- Championnat du monde
  -  finaliste du Championnat du monde 1995

## Palmarès en club
- Finaliste de la Coupe EHF 1999